# Індіан-Веллс (Аризона)
Індіан-Веллс (англ. Indian Wells) — переписна місцевість (CDP) в США, в окрузі Навахо штату Аризона. Населення — 255 осіб (2010).

## Географія
Індіан-Веллс розташований за координатами 35°24′33″ пн. ш. 110°6′52″ зх. д. / 35.40917° пн. ш. 110.11444° зх. д. (35.409288, -110.114435). За даними Бюро перепису населення США в 2010 році переписна місцевість мала площу 26,93 км², з яких 26,93 км² — суходіл та 0,00 км² — водойми.

## Демографія
Згідно з переписом 2010 року, у переписній місцевості мешкало 255 осіб у 61 домогосподарствах у складі 56 родин. Густота населення становила 9 осіб/км². Було 75 помешкань (3/км²).
Расовий склад населення:
| - 91,8 % — корінних американців - 4,3 % — білих |

До двох чи більше рас належало 3,9 %. Частка іспаномовних становила 3,5 % від усіх жителів.
За віковим діапазоном населення розподілялося таким чином: 37,3 % — особи молодші 18 років, 52,9 % — особи у віці 18—64 років, 9,8 % — особи у віці 65 років та старші. Медіана віку мешканця становила 27,1 року. На 100 осіб жіночої статі у переписній місцевості припадало 84,8 чоловіків; на 100 жінок у віці від 18 років та старших — 90,5 чоловіків також старших 18 років.
Середній дохід на одне домашнє господарство становив 33 098 доларів США (медіана — 28 333), а середній дохід на одну сім'ю — 32 933 долари (медіана — 25 417). За межею бідності перебувало 43,4 % осіб, у тому числі 60,4 % дітей у віці до 18 років та 20,0 % осіб у віці 65 років та старших.
Цивільне працевлаштоване населення становило 41 осіб. Основні галузі зайнятості: публічна адміністрація — 31,7 %, освіта, охорона здоров'я та соціальна допомога — 26,8 %, будівництво — 19,5 %.